# Kanton Auvillar
Der Kanton Auvillar war bis 2015 ein französischer Wahlkreis im Arrondissement Castelsarrasin, im Département Tarn-et-Garonne und in der Region Midi-Pyrénées. Der Hauptort war die Stadt Auvillar. Vertreter im Generalrat des Départements war zuletzt von 1994 bis 2015 Christian Astruc (PRG).

## Gemeinden
Der Kanton bestand aus zehn Gemeinden:
| Gemeinde     | Einwohner Jahr | Fläche km² | Bevölkerungsdichte | Code INSEE | Postleitzahl |
| ------------ | -------------- | ---------- | ------------------ | ---------- | ------------ |
| Auvillar     | 942 (2013)     | 15,6       | 60 Einw./km²       | 82008      | 82340        |
| Bardigues    | 273 (2013)     | 11,67      | 23 Einw./km²       | 82010      | 82340        |
| Donzac       | 1.007 (2013)   | 13,17      | 76 Einw./km²       | 82049      | 82340        |
| Dunes        | 1.222 (2013)   | 23,19      | 53 Einw./km²       | 82050      | 82340        |
| Merles       | 216 (2013)     | 7,02       | 31 Einw./km²       | 82109      | 82210        |
| Le Pin       | 124 (2013)     | 4,71       | 26 Einw./km²       | 82139      | 82340        |
| Saint-Cirice | 162 (2013)     | 8,92       | 18 Einw./km²       | 82158      | 82340        |
| Saint-Loup   | 507 (2013)     | 14,21      | 36 Einw./km²       | 82165      | 82340        |
| Saint-Michel | 232 (2013)     | 13,41      | 17 Einw./km²       | 82166      | 82340        |
| Sistels      | 211 (2013)     | 13,57      | 16 Einw./km²       | 82181      | 82340        |